# 曽木重貴

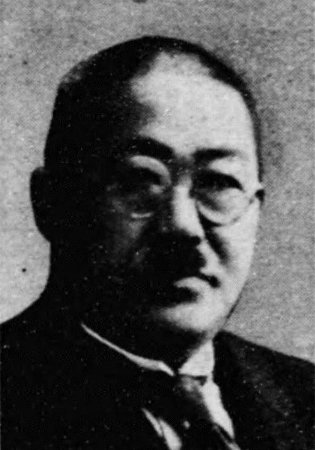
曽木重貴

曽木 重貴（そぎ しげたか、1886年（明治19年）2月20日 - 1957年（昭和32年）11月8日）は、日本の衆議院議員、都城市長。

## 経歴
宮崎県北諸県郡都城町（現在の都城市）出身。1912年（明治45年）、早稲田大学商科を卒業。都城町助役、都城町長、都城市会議員、都城市会議長等を経て、1934年（昭和9年）に都城市長に就任し、2期務めた。
1936年（昭和11年）、第20回衆議院議員総選挙に出馬し、当選。第21回衆議院議員総選挙でも再選された。
また1941年（昭和16年）より3期目の都城市長を務めたが、戦後、公職追放される
。追放解除後の1953年に4期目の市長就任を果たした。
その他に都城電気株式会社支配人を務めた。